# Dircenna visina
Dircenna visina är en fjärilsart som beskrevs av Richard Haensch 1903. Dircenna visina ingår i släktet Dircenna och familjen praktfjärilar. Inga underarter finns listade i Catalogue of Life.